# The Ventures
The Ventures é uma banda instrumental estadunidense formada inicialmente como The Versatones em 1958 por Bob Bogle e Don Wilson, em Tacoma, Washington.
É conhecida por seus clássicos Walk Don't Run, Surf Rider, Journey To The Star, Driving Guitars, Yellow Jacket e Bumble Bee Twist.
A banda começou de maneira independente, tocando em pequenos bares. Em 1959, Nokie Edwards (guitarra baixo) e Skip Moore (bateria) entraram para a banda. Na época, compuseram e gravaram "Walk Don't Run", um de seus maiores sucessos, mas nenhuma gravadora se interessou pelo som. A solução encontrada foi fundar uma pequena gravadora, a "Blue Horizon Records", patrocinados pela mãe de Don Wilson. Trabalhando como seus próprios produtores, gravaram a música em formato single em vinil de 45 rpm e começaram a se auto-promover.
Ainda em 1959, um DJ de Seattle usou "Walk Don't Run" como vinheta de abertura de um programa de rádio. Foi então que o empresário Bob Reisdorf, dono da Dolton Records, escutou, quis conhecer e acabou contratando os Ventures. Em 1960, a música ocupou durante uma semana o segundo lugar na Billboard Top 100. Em 1968, outra música dos Ventures ficou famosa: "Hawaii 5-0". Ela foi usada como trilha de abertura de um seriado policial com o mesmo nome.
Na virada dos anos 70 para os anos 80, a banda foi redescoberta pelo público punk e new wave interessado na surf music. A banda Go-Go's até gravou uma música - "Surfin and Spying" - em sua homenagem. Nos anos 90, The Ventures ganharam outra grande publicidade, quando Quentin Tarantino incluiu a música "Surf Rider" na trilha sonora do filme de violência "Pulp Fiction".
Na segunda ida do o grupo ao Japão, em 1965, época em que houve também a ida da banda The Astronauts, e apresentação conjunta com as bandas locais Jannys e Terauchi Takeshi and Blue Jeans, houve o "boom" da música instrumental de guitarra, com aumento da venda de discos e de guitarras elétricas. Foram vendidas 50.000 guitarras elétricas em 2 anos, levando à abertura de 120 fábricas para atender a demanda, e até fabricantes de máquinas de costura começaram a produzir guitarras. Foram abertos vários concursos e torneios de guitarras em programas de TV (FujiTV, NTV, NET) e por fabricantes de guitarras. A partir daí, The Ventures sempre associou a venda de discos com a venda de guitarras elétricas.
A banda sempre fez muito sucesso fora dos Estados Unidos, na Europa e principalmente no Japão. Dezenas de discos foram produzidos especialmente para o mercado japonês e, desde 1960 até hoje, The Ventures, anualmente, fica 3 meses e faz mais de 50 shows de auditório, em turnê pelo país oriental. Já fizeram mais de 2000 shows no Japão, onde têm um público fiel.
Os Ventures nunca cancelaram seus shows programados, mesmo na indisponibilidade de algum integrante.
Em 1996, tiveram as suas mãos eternizadas no "Rock Walk of Fame" de Hollywood.
Em 10 de março de 2008, The Ventures entraram para "Rock and Roll Hall of Fame" com a música Walk Don't Run e Hawaii 5-0. Ano que comemorou os 50 Anos da Banda.
A Banda produziu mais de 200 álbuns em CD, 250 álbuns em formato LP e 150 (45rpm) compactos. Mais de 110.000.000 de unidades vendidas. 40.000.000 somente no Japão.